# Meloderma desmazieri
Meloderma desmazieri (Duby) Darker – gatunek workowców. Powoduje osutkę wejmutki i osutki innych gatunków sosen.

## Systematyka i nazewnictwo
Pozycja w klasyfikacji według Index Fungorum: Meloderma, Rhytismataceae, Rhytismatales, Leotiomycetidae, Leotiomycetes, Pezizomycotina, Ascomycota, Fungi.
Po raz pierwszy opisał go w 1861 r. Jean Étienne Duby nadając mu nazwę Hypoderma desmazieri. Upamiętnił nią mykologa Jeana Baptiste Henriego Josepha Desmazières. Obecną, uznaną przez Index Fungorum nazwę nadał mu Grant Dooks Darker w 1967 r.
Ma 9 synonimów. Niektóre z nich:
- Hypoderma brachysporum Speg. 1887
- Leptostroma strobicola Hilitzer 1929
- Lophodermium brachysporum Rostr. 1883[3].

## Morfologia i rozwój
Dojrzałe hysterotecja są zanurzone w podłożu, szeroko elipsoidalne, czarne z szarymi strefa marginalnymi. Otwierają się wąską podłużną szczeliną. Worki cylindryczne o rozmiarach 110-145 × 15–16 μm, 8-zarodnikowe. Askospory maczugowate, spiralne z gęstym śluzem (o grubości 4 μm), jednokomórkowe, szkliste, 18-32 × 4,5 μm. Parafizy rozwidlone u góry.
Infekcji dokonują askospory od lata do jesieni, porażając głównie jednoroczne igły sosen. Grzybnia patogenu rozrasta się nie tylko w igłach, ale także w młodych pędach, powodując ich obumarcie.

## Występowanie
Znane jest występowanie Melomastia desmazieri w Ameryce Północnej, Europie i na południowym krańcu Ameryki Południowej. Występuje również w Polsce.
Grzyb saprotroficzny i pasożyt, w Polsce występujący na igłach sosny wejmutki i innych sosen pięcioigielnych. Występuje głównie w drągowinach sosny wejmutki, ale czasem także na młodszych drzewach. Wywołuje chorobę o nazwie osutka wejmutki. Oprócz sosny wejmutki Pinus strobus poraża także sosnę zwyczajną Pinus sylvestris, sosnę Banksa Pinus Banksiana, sosnę czerwoną Pinus resinosa, sosnę kalifornijska Pinus radiata, sosnę zachodnią, Pinus monticola, sosnę smołową Pinus rigida, sosnę giętką Pinus flexilis, sosnę himalajską Pinus wallichiana i sosnę czarną Pinus nigra.